# Юнгапосі
Юнгапо́сі (рос. Юнгапоси, чув. Юнкăпуç) — присілок у Чувашії Російської Федерації, у складі Юнгинського сільського поселення Моргауського району.
Населення — 236 осіб (2010; 278 в 2002, 277 в 1979; 376 в 1939, 377 в 1926, 324 в 1906, 165 в 1858). Національний склад — чуваші, росіяни.

## Історія
Назва присілку походить від чуваського Юнкă, поряд протікає річка Юнга, та пуç (струмка). Історична назва — Юнгапось. Утворився як виселок присілку Велика Юнга (Юнга). До 1866 року селяни мали статус державних, займались землеробством, тваринництвом, ковальством, бондарством, виробництвом взуття. На початку 20 століття діяв водяний млин. 1930 року утворено колгосп «Юнга-Пось». До 1920 року присілок перебував у складі Татаркасинської волості Козьмодемьянського, а до 1927 року — Чебоксарського повіту. 1927 року присілок переданий до складу Татаркасинського району, 1939 року — до складу Сундирського, 1962 року — до складу Ядрінського, 1964 року — до складу Моргауського району.

## Господарство
У присілку діють 3 магазини та 2 їдальні.